# Моса (Мачерата)
Моса (итал. Mossa) насеље је у Италији у округу Мачерата, региону Марке.
Према процени из 2011. у насељу је живело 72 становника. Насеље се налази на надморској висини од 221 м.